# Melanthia
Genre
Le genre Melanthia comprend des lépidoptères (papillons) de la famille des géométridés, de la sous-famille des  Larentiinae.

## Liste des espèces
Selon BioLib (25 février 2023) :
- Melanthia alaudaria (Freyer, 1846)
- Melanthia catenaria Moore, 1971
- Melanthia mandschuricata (Bremer, 1864)
- Melanthia procellata (Denis & Schiffermüller, 1775)
- Melanthia ustiplaga (Warren, 1899)

## Espèces rencontrées en Europe
- Melanthia alaudaria (Freyer, 1846)
- Melanthia mandschuricata (Bremer, 1864)
- Melanthia procellata (Denis & Schiffermüller, 1775) - Mélanthie pie